# Ieronim Șerbu
Ieronim Șerbu (Botoșani, 2 de diciembre de 1911-Bucarest, 8 de diciembre de 1972), seudónimo de Afon Herz Erick, fue un escritor rumano.

## Biografía
Nació en una familia judía en Botosani. Sus padres fueron Avram Moise Erick y Frieda Ruhla (nacida Sigal). Asistió a la escuela secundaria "Gheorghe Lazăr" en la capital del país, Bucarest. De 1932 a 1943 asistió al círculo literario organizado en torno a la revista Sburătorul. Debutó como escritor en 1932 en la revista mensual Discobolul, que fundó junto con Dan Petrașincu y Horia Liman. También colaboró en las publicaciones Azi, Lumea, Viața Românească, Revista Fundaţilor Regale y Gazeta literară, utilizando el seudónimo Aron Ciuntu al principio.
El primer libro de Serbu fue el volumen de historias Más allá de la tristeza, que apareció en 1940. Siguieron dos volúmenes más de historias: La gente sueña con el pan (1945) y El becerro de oro (1949), así como las novelas Raíces de la alegría (1954) y El puente de los recuerdos (1963). Las interesantes memorias Vitrina cu amintiri aparecieron póstumamente en 1973. Sus artículos sobre temas literarios fueron recogidos en el volumen Itinerario crítico (1971). La prosa temprana de Serbu fue analítica; después de la Segunda Guerra Mundial y el establecimiento del régimen comunista, abordó cuestiones sociales y éticas en sus creaciones literarias. A pesar de la reescritura de los textos bajo la presión de varios factores, Șerbu no logró crear una obra literaria unitaria y artísticamente exitosa.

## Obras
- Más allá de la tristeza, los cuentos, Socec & Co. SA, Bucarest, 1940 (2ª ed., Con epílogo de Șerban Cioculescu, Editorial de Literatura, Bucarest, 1969);
- La gente sueña con pan, cuentos, Fundación Rey Miguel I, Bucarest, 1945;
- El becerro de oro, cuento, colección “Contemporanul”, Bucarest, 1949;
- Horno no. 3, Bucarest, 1950;
- Línea de fuego, cuento, Bucarest, 1950;
- Erupción, cuento, Bucarest, 1951;
- Mama, Editorial Tineretului, Bucarest, Colección Village Youth de 1951;
- Historia de amor, Editorial Tineretului, Bucarest, 1951;
- Las raíces de la alegría, novela, Editorial Tineretului, Bucarest, 1954;
- Boda en la estepa, cuento, ESPLA, Bucarest, 1956;
- Expulsión del cielo, novela, ESPLA, Bucarest, 1956;
- El ladrón, cuentos, Editorial Tineretului, Bucarest, 1957;
- Expulsión del cielo, cuentos, ESPLA, Bucarest, 1959 (2ª ed., Editorial de literatura, Bucarest, 1965; 3ª ed., Tineretului Publishing House, Bucarest, 1969);
- The Bridge of Memories, novela, Editorial Tineretului, Bucarest, 1963 (2ª ed., Editorial Tineretului, Bucarest, 1967);
- Persecución, Editorial Tineretului, Bucarest, 1966;
- Itinerarios críticos: ensayos y crónicas literarias, ensayos, Editorial Minerva, Bucarest, 1971;
- Vitrina con recuerdos, Editorial Cartea Românească, Bucarest, 1973.